# Futbol Club Barcelona 1998-1999

## Rosa
| N. |                        | Ruolo | Calciatore          |
| -- | ---------------------- | ----- | ------------------- |
| 1  | Portogallo (bandiera)  | P     | Vítor Baía          |
| 2  | Paesi Bassi (bandiera) | D     | Michael Reiziger    |
| 3  | Argentina (bandiera)   | D     | Mauricio Pellegrino |
| 4  | Spagna (bandiera)      | C     | Josep Guardiola     |
| 5  | Spagna (bandiera)      | D     | Abelardo            |
| 6  | Spagna (bandiera)      | C     | Óscar               |
| 7  | Portogallo (bandiera)  | C     | Luís Figo           |
| 8  | Spagna (bandiera)      | C     | Albert Celades      |
| 9  | Brasile (bandiera)     | A     | Sonny Anderson      |
| 10 | Brasile (bandiera)     | A     | Giovanni            |
| 11 | Brasile (bandiera)     | A     | Rivaldo             |
| 12 | Spagna (bandiera)      | D     | Sergi Barjuan       |
| 13 | Paesi Bassi (bandiera) | P     | Ruud Hesp           |
| 14 | Nigeria (bandiera)     | C     | Emmanuel Amunike    |

| N. |                        | Ruolo | Calciatore         |
| -- | ---------------------- | ----- | ------------------ |
| 15 | Paesi Bassi (bandiera) | C     | Phillip Cocu       |
| 16 | Jugoslavia (bandiera)  | C     | Dragan Ćirić       |
| 17 | Paesi Bassi (bandiera) | D     | Winston Bogarde    |
| 18 | Paesi Bassi (bandiera) | C     | Ronald de Boer     |
| 19 | Paesi Bassi (bandiera) | A     | Patrick Kluivert   |
| 20 | Spagna (bandiera)      | D     | Miguel Ángel Nadal |
| 21 | Spagna (bandiera)      | C     | Luis Enrique       |
| 22 | Nigeria (bandiera)     | D     | Samuel Okunowo     |
| 23 | Paesi Bassi (bandiera) | A     | Boudewijn Zenden   |
| 24 | Spagna (bandiera)      | C     | Roger García       |
| 25 | Paesi Bassi (bandiera) | D     | Frank de Boer      |
| 26 | Spagna (bandiera)      | C     | Xavi               |
| 28 | Spagna (bandiera)      | P     | Francesc Arnau     |
|    | Spagna (bandiera)      | P     | Carles Busquets    |

### Staff tecnico
- Allenatore:  Louis Van Gaal
- Vice-allenatore:  José Mourinho
- Assistente:  André Villas-Boas
- Assistente:  Ronald Koeman